# Повстанческие вооружённые силы
Повстанческие вооружённые силы (исп. Fuerzas Armadas Rebeldes) — гватемальская леворадикальная партизанская организация, созданная в 1963 году и в 1982 году вошедшая в состав Гватемальского национального революционного объединения.

## История
В феврале 1962 года руководство нескольких гватемальских леворадикальных и оппозиционных организаций (Гватемальской партии труда, организации «20 октября», студенческого движения «12 апреля» и «Революционного движения 13 ноября») заключило соглашение о координации действий.
30 марта 1963 года, после военного переворота в стране, был создан «Единый фронт сопротивления» — политическая организация оппозиционных сил.
30 ноября 1963 года были созданы Повстанческие вооружённые силы, командующим которыми стал Марко Антонио Иона Соса, а позднее — Луис Турсиос Лима.
Руководителем городского фронта организации был Хосе Игнасио Ортис Видес.
В рядах Повстанческих вооружённых сил сражалась француженка Мишель Фирк.
В 1982 г. организация стала частью Гватемальского национального революционного объединения.